# Pinar del Río (stad)
Pinar del Río is een gemeente en stad in Cuba. Het is tevens de hoofdstad van de gelijknamige provincie, die de belangrijkste regio voor de verbouw van tabak is. De gemeente telt ongeveer 190.000 inwoners en staat bekend om zijn sigarenfabrieken en de rumfabriek, waar Guayabita del Pinar, een speciaal soort rum van de guavebes, met een kleine guavevrucht in iedere fles, gemaakt wordt.
Inwoners van dit gebied worden vaak Pinareños genoemd.
In 1774 werd de stad gesticht door de Spanjaarden. De naam Pinar del Río is afgeleid van de vele pijnbomen die door de Spanjaarden langs de rivier (Rio) werden geplant.

## Geboren
- Guido Llinás (1923), kunstenaar
- Hipólito Ramos (1956), bokser
- Silvia Costa (1963), hoogspringster
- Yoel Romero (1977), MMA-vechter en worstelaar
- Yarelis Barrios (1983), discuswerpster

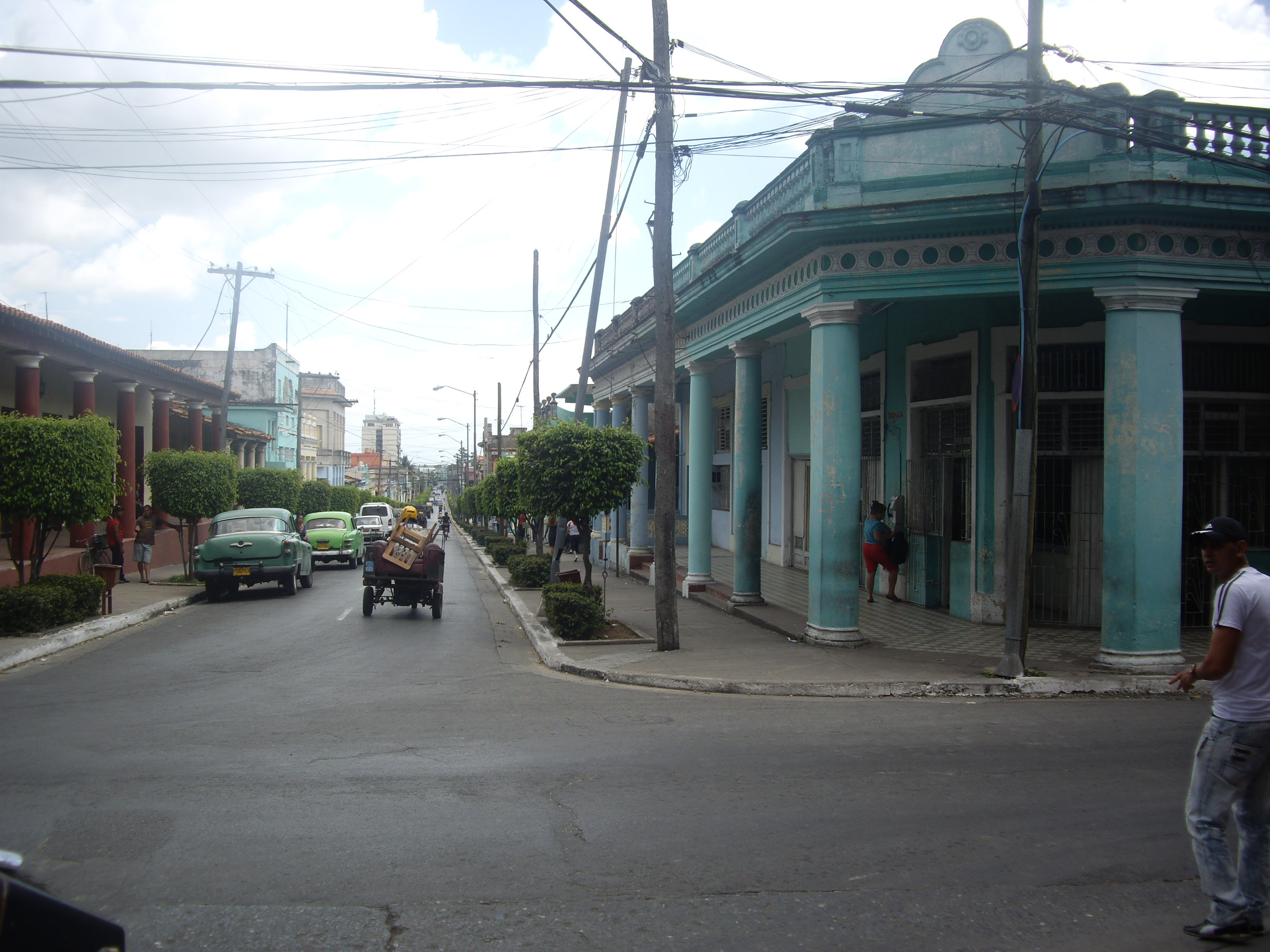
Een straat in Pinar del Río

- Yarisley Silva (1987), atlete
- Idalys Ortíz (1989), judoka